# Hemmantia webbii
Hemmantia webbii är en tvåhjärtbladig växtart som beskrevs av Whiffin. Hemmantia webbii ingår i släktet Hemmantia och familjen Monimiaceae. Inga underarter finns listade i Catalogue of Life.